# Una spirale di nebbia
Una spirale di nebbia is een Italiaanse dramafilm oder regie van Eriprando Visconti (1977)
Rolverdeling:
- Marc Porel: Fabrizio
- Claude Jade: Maria Teresa
- Carole Chauvet: Valeria
- Duilio Del Prete: Marcello
- Stefano Satta Flores: Renato
- Flavio Bucci: Vittorio
- Martine Brochard: Lavinia
- Eleonora Giorgi (actrice): Lilia
- Marina Berti: Constanza
- Corrado Gaipa: San Germano
- Roberto Posse: Molteni
- Anna Bonaiuto: Armida